# Préfecture d'arrondissements de Aïn Chock
La préfecture d'arrondissement dAïn Chock (ar) عين الشق (en tamazight ⵄⴰⵢⵏ ⵛⵛⵓⵇ ) est l'une des 8 préfectures d'arrondissements de Casablanca.
Sa superficie est de 28,89 km2.  Elle est constituée d'un seul arrondissement, l'arrondissement Aïn Chock dont la population est estimée à 274 000 habitants en 2014. Son gouverneur est Mounir Hammou.

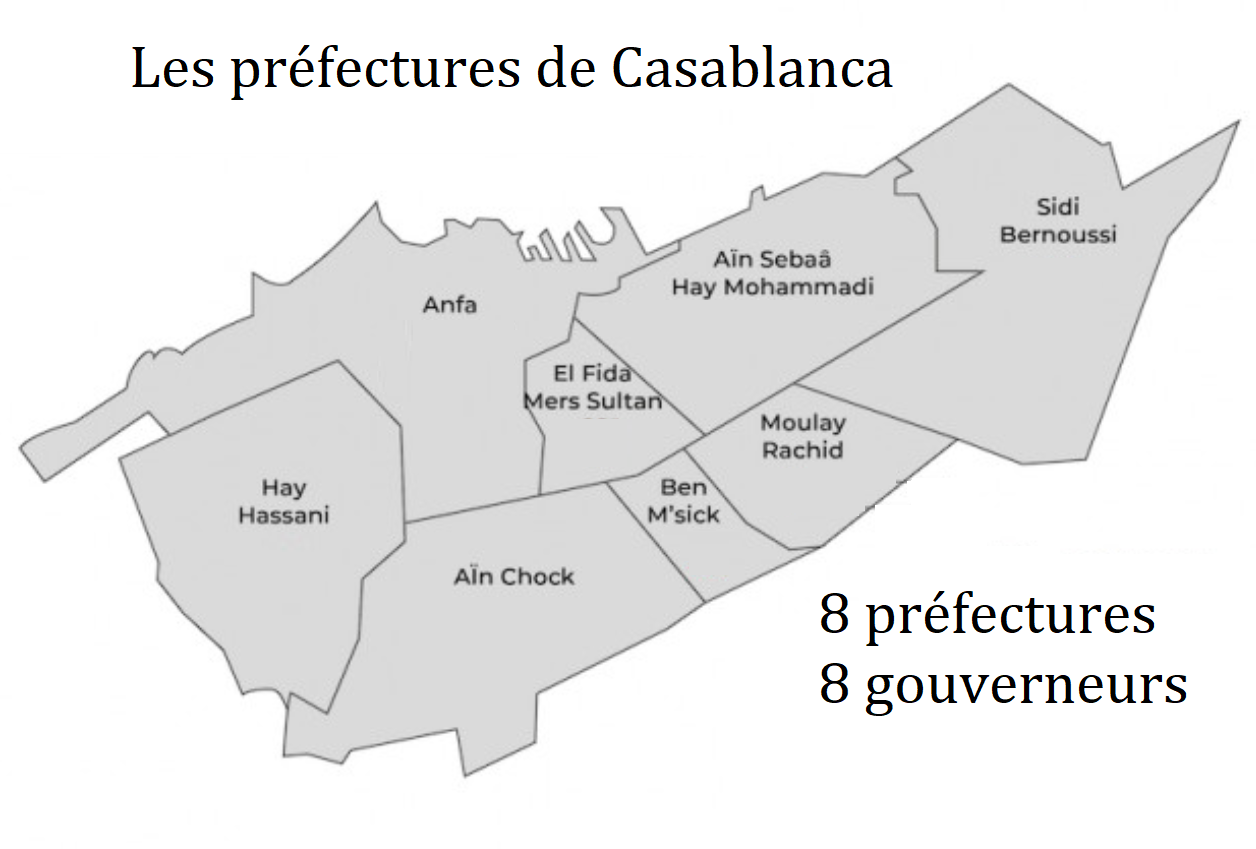

## Article en connexe
- Faculté des lettres et des sciences humaines Ain Chock